# Ankershagen
Ankershagen est une commune d'Allemagne située dans l'arrondissement du Plateau des lacs mecklembourgeois, dans le Land de Mecklembourg-Poméranie-Occidentale.

## Géographie
Ankershagen se situe dans la région du plateau des lacs mecklembourgeois (Mecklenburgische Seenplatte). À proximité de cette commune se trouve la source de la Havel (53° 28′ 04″ N, 12° 56′ 09″ E), un affluent de l'Elbe.
Outre le village d'Ankershagen, la commune comprend les villages et hameaux de Bocksee, Bornhof, Friedrichsfelde et Rumpshagen connu pour son manoir du XVIIIe siècle.

## Histoire
Ankershagen fut mentionnée pour la première fois dans un document officiel en 1252. Son église gothique date du XIIIe siècle.

## À voir
- Musée sur Heinrich Schliemann, l'archéologue allemand qui découvrit Troie et Mycènes et qui vécut dans la commune durant son enfance.